# 로턴 (에식스주)

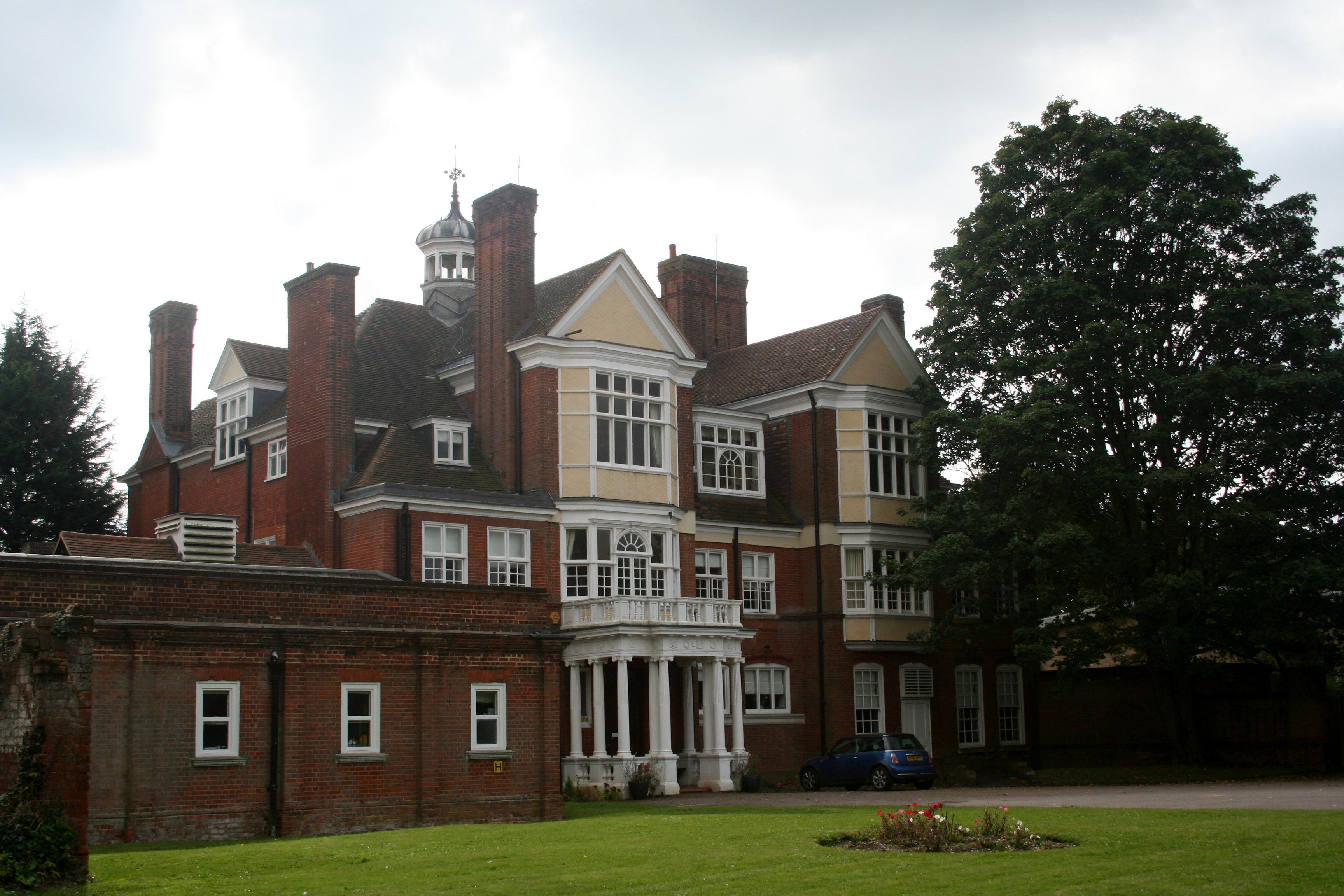
로턴 시청

로턴(영어: Loughton)은 잉글랜드 에식스주에 위치한 도시로 면적은 15.30km2, 인구는 31,106명(2011년 기준), 인구 밀도는 2,033명/km2이다. 행정 구역상으로는 에핑포리스트구에 속한다. 런던 채링크로스에서 북동쪽으로 21km 정도 떨어진 곳에 위치한다.